# Josef Florian

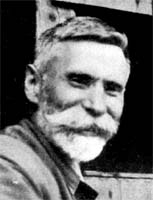
Josef Florian, um 1930, Foto aus dem Familienalbum

Josef Florian (* 9. Februar 1873 in Stará Říše; † 29. Dezember 1941 ebenda) war ein tschechischer Schriftsteller, Übersetzer und Herausgeber und einflussreicher katholischer Reformer.

## Leben
Josef Florian stammte aus einer Familie eines Zimmermanns in Stará Říše bei Jihlava. Er absolvierte die Realschule in Telč, wirkte ein Jahr als Lehrer in Kostelní Myslová bei Telč. Danach schrieb er sich als Student an der Technischen Hochschule in Prag ein. Dann wechselte er an die Philosophische Fakultät der Karls-Universität. 1889 nahm er die Stelle des Mittelschuleprofessors für Naturkunde in Náchod an.
Nach der Lektüre eines Aufsatzes von Léon Bloy gab Florian 1891 seine Stellung auf und widmete sich ganz einer „Evangelisierung der Gesellschaft“ und der Gewinnung neuer Spiritualität. 1902 geht er nach Mořkov bei Nový Jičín, wo er mit Karel Dostál-Lutinov in der Redaktion der Zeitung Nový život (Neues Leben) zusammenarbeitet. Nach einem halben Jahr verließ er die Zeitung und ging nach zurück nach Hladov in das elterliche Haus. 1903 gründete er den Verlag Dobré dílo (dt. Gutes Werk, lat. opus bonum) unter dem Motto „Die wahre Universität von heute wird eine Büchersammlung sein“. Dafür nahm er Kontakt mit Léon Bloy auf. Dostál-Lutinov sagte über ihn: „Florian beobachtet von seiner Einsiedlerhütte aus den Strom des modernen Lebens und – spuckt hinein, nein, er ruft zur Bekehrung auf.“ 1911 wurde er inhaftiert und kehrte 1913 in sein Elternhaus zurück. Seine Familie, Frau und 12 Kinder, waren in seine Kultur- und Missionsarbeit integriert.
Unter großen Entbehrungen übersetzte Florian 60 Werke und brachte europäische Literatur auf Tschechisch heraus. So die erste tschechische Kafka-Buchausgabe (Die Verwandlung – eine bibliophile Meisterleistung), Lyrik von Georg Trakl und Rainer Maria Rilke, Werke von Paul Claudel, Charles Péguy, Georges Bernanos, Francis Jammes, Tristan Corbière, Paul Valéry, Sherwood Anderson, William Butler Yeats, Gilbert Keith Chesterton u. a.
Im Verlag Dobré dílo erschienen die ersten tschechischen Übersetzungen philosophischer Werke von Gabriel Marcel, Jacques Maritain, Leo Isaakowitsch Schestow, Max Scheler, Maurice Blondel. Zu den Grafikern mit den Josef Florian für die bibliografisch interessanten Ausgaben zusammenarbeitete gehörten Bohuslav Reynek, Josef Váchal, Josef Čapek und auch eigene Kinder wie Michael Florian (1911–1984).
1941 erkrankte Florian schwer. Er starb am 29. Dezember dieses Jahres.

## Werke
Von 1903 bis 1941 sind von ihm 387 Publikationen erschienen:
- Sammelband Studium (1903–1912) zählt 50 Bände,
- Sammelband Nova et Vetera (1912–1921) 50 Bände,
- Sammelband Dobré dílo (Gutes Werk, 1922–1941) 150 Bänder,
- Sammelband Kursy (Kurse 1922–1941) 51 Bänder,
- Sammelband Archy (Archen 1926–1941) 65 Bände.

Josef Florian übersetzte 53 Bücher, von denen er 51 selbst verlegte.